# Paul Augustin Lozeau
Paul Augustin Lozeau, né le 11 avril 1758 à Soubise (province du Saintonge, actuel département de la Charente-Maritime), mort le 23 vendémiaire an VII (14 octobre 1798) à Marennes (Charente-Maritime), est un homme politique de la Révolution française.

## Biographie
Son père Pierre L. est négociant, sa mère Anne Elisabeth Patris, et son parrain Jean-Paul Boullé, procureur au siège royal de Rochefort. Paul Augustin reprend l'activité paternelle. 
La France devient une monarchie constitutionnelle en application de la constitution du 3 septembre 1791. Le même mois, Paul Augustin Lozeau, alors procureur-syndic du district de Marennes, est élu député suppléant du département de la Charente-Inférieure, le deuxième sur quatre à l'Assemblée nationale législative, où il n'est pas appelé à siéger.  
La monarchie prend fin à l'issue de la journée du 10 août 1792 : les insurgés des faubourgs de Paris et les bataillons de fédérés bretons et marseillais prennent le palais des Tuileries. Louis XVI est destitué et incarcéré avec sa famille à la tour du Temple. 

### Mandat à la Convention
En septembre 1792, Paul Augustin Lozeau est élu député de la Charente-Inférieure, le huitième sur onze, à la Convention nationale. Dès le début de son mandat, il est élu suppléant au Comité des domaines, et est chargé, ainsi que son collègue Jean-César Battelier, député de la Marne, de contrôler la levée des scellés sur la caisse du régiment des gardes suisses. 
Il siège sur les bancs de la Plaine. Lors du procès de Louis XVI, il vote la mort et rejette l'appel au peuple et le sursis à l'exécution de la peine. En avril 1793, il s'abstient de voter lors du scrutin sur la mise en accusation de Jean-Paul Marat : il affirme « ne point ne point partager les erreurs de Marat », mais ne se déclare « point convaincu par le rapport du comité de législation ». En mai de la même année, il vote contre le rétablissement de la Commission des Douze. 
Lozeau prend part à la chute de Robespierre. Il appuie son collègue Louis Louchet, député de l'Aveyron, qui réclame l'arrestation de Robespierre, en demandant qu'il soit décrété d'accusation devant le tribunal révolutionnaire. 
Paul Augustin Lozeau est envoyé en mission dans le département du Calvados en ventôse an III (mars 1795) sur proposition du Comité de Sûreté générale. Il est remplacé par Gilles Porcher en prairial (mai). En vendémiaire an IV (octobre 1795), il est envoyé en mission dans le département de l'Aisne, sur proposition du Comité de Salut public, afin de réprimer les troubles.

### Mandat aux Cinq-Cents
Sous le Directoire, Paul Augustin Lozeau est réélu député, et siège au Conseil des Cinq-Cents. Il est tiré au sort pour sortir du Conseil le 1er prairial an V (le 20 mai 1797). Il meurt un an et demi plus tard. 

## Sources
- « Paul Augustin Lozeau », dans Adolphe Robert et Gaston Cougny, Dictionnaire des parlementaires français, Edgar Bourloton, 1889-1891 [détail de l’édition]